# Tallriksis

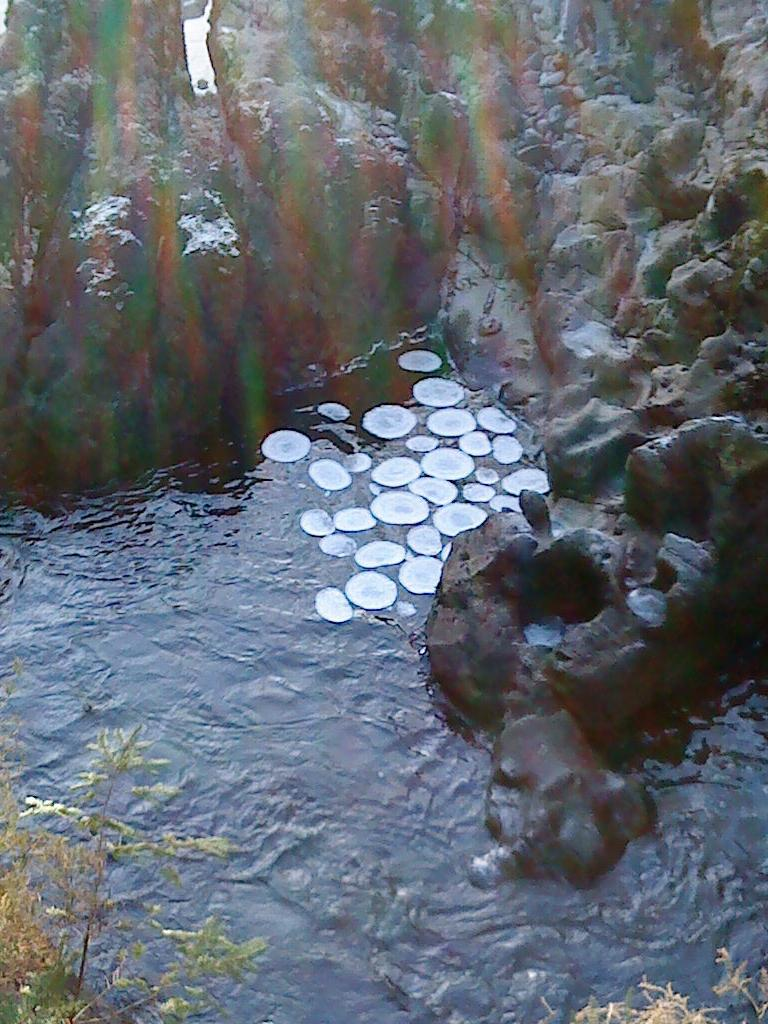
Tallriksis.

Tallriksis är runda isformationer med en kant, och påminner om tallrikar till utseendet. De bildas i strömmande vatten med issörja när issörjan klumpar ihop sig, snurrar och kanterna skaver mot varandra. En sådan formation kallas en istallrik, dessa istallrikar kan sedan i sin tur brytas sönder till oregelbundna månghörningar som av vattnet kan avrundas till klotform.